# Georges Marchais
Georges Marchais (născut Georges René Louis Marchais, 7 iunie 1920, La Hoguette, Calvados, Franța - d. 16 noiembrie 1997, Paris, Arondismentul 10) a fost un om politic francez, secretar general al Partidului Comunist Francez între 1972 și 1994, deputat în Parlamentul Francez între 1973 si 1997.

## Biografie
Georges Marchais s-a născut într-o familie modestă, tatăl sau, René Marchais a fost muncitor, iar mama sa, Germaine Boscher, văduvă de război, recăsătorită. A avut mai mulți frați.
A fost căsătorit cu Paulette Noetinger, cu care a avut trei fete – Michèle, Monique si Claudine, și de care a divorțat în 1959. S-a recăsătorit în 1977 cu Liliane Grelot cu care a avut un fiu, Olivier.
A lucrat ca mecanic la Uzina aeronautică Voisin de la Issy-les-Moulineaux. În timpul războiului a fost trimis să lucreze în Germania la Uzinele Messerschmitt de la Augsburg. S-a repatriat în condiții neclare, fie înainte de 1945, fie după aceea.

## Cariera în Partidul Comunist Francez
- A devenit lider sindical în 1946 și a intrat în Partidul Comunist în 1947.
- În 1969 a participat la o conferință internațională la Moscova.
- În decembrie 1972 este ales Secretar general al Partidului Comunist Francez, succedându-i lui Waldeck Rochet, demisionar din motive de sănătate.

### Relația cu Nicolae Ceaușescu
Georges Marchais a avut o relație apropiată cu Nicolae Ceaușescu. A vizitat România în mai multe rânduri, fiind oaspete de onoare al mai multor manifestări cultural-artistice, printre care Festivalul de la Mamaia. A fost invitat la plenare și congrese PCR. A petrecut o vacanță împreună cu Nicolae Ceaușescu, în România.
Relația bună dintre cele două partide comuniste s-a reflectat în învățământul din România, unde limba franceză a început să fie învățată intensiv, fapt ce a influențat ulterior apartenența României la spațiul francofon și la întreprinderile legate de aceasta. În egală măsură, presa comunistă franceză a fost multă vreme singura presă occidentala vândută în România Socialistă. Importul de carte și film din Franța a căpătat și el o dimensiune importantă în anii 1970-1980.
În anii 1980, în urma formulării de către Occident a unor acuze agresive și repetate asupra Regimului Ceaușescu, Marchais a devenit mai reținut în raporturile cu acesta.